# Ignatius Chama
Ignatius Chama (ur. 12 sierpnia 1957 w Kawambwa) – zambijski duchowny katolicki, arcybiskup Kasamy od 2012.

## Życiorys

### Prezbiterat
Święcenia kapłańskie przyjął 12 sierpnia 1984 i został inkardynowany do diecezji Mansa. Przez kilka lat był duszpasterzem parafialnym, a następnie piastował stanowiska m.in. ekonoma niższego seminarium w Bahati oraz dyrektora kilku kurialnych wydziałów.

### Episkopat
17 lipca 2008 został mianowany biskupem diecezji Mpika. Sakry biskupiej udzielił mu 28 września 2008 ówczesny nuncjusz apostolski w Zambii - arcybiskup Nicola Girasoli.
12 stycznia 2012 został mianowany przez Benedykta XVI arcybiskupem metropolitą Kasamy.